# Sušička ovoce

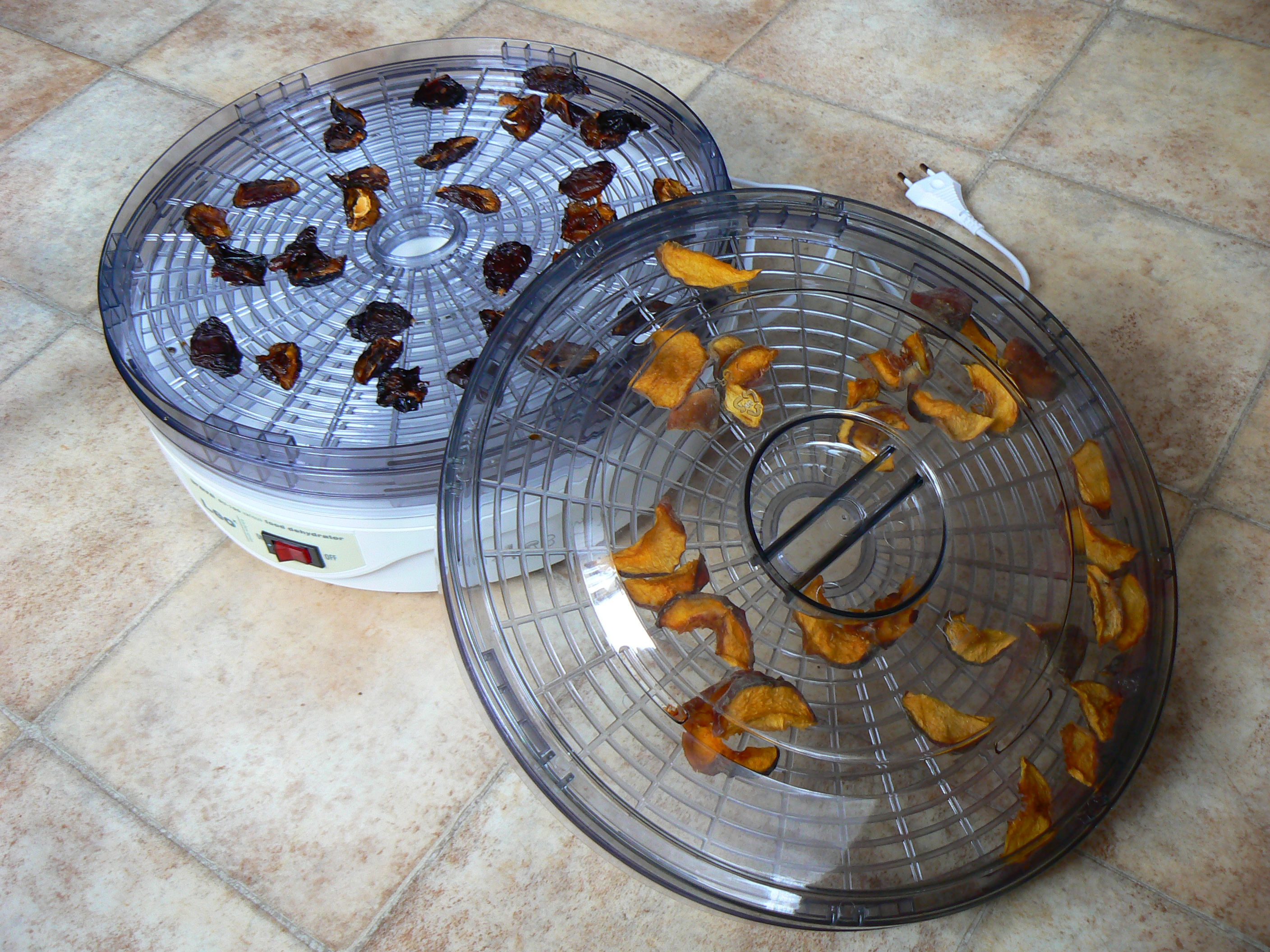
Elektrická sušička ovoce – několik sušicích mřížek v patrech umožňuje sušit najednou velké množství potravin, zde švestky a broskve

Sušička ovoce je přístroj, jenž se používá na snížení obsahu vody v potravinách různého druhu, především v ovoci, zelenině a houbách, aby tak se prodloužila možná doba skladování. Potraviny absorbují teplo a následně uvolňují vlhkost v podobě vodní páry. Sušení je alternativou jiných druhů dlouhodobé konzervace, jako je např. mražení, solení či zaváření.

## Druhy potravin
Suší se obzvláště přírodní potraviny, které nevydrží dlouhé skladování v syrovém čerstvém stavu. Nejčastěji to jsou jablka, hroznové víno, meruňky, švestky, citrusy, rajčata, byliny, koření a jedlé houby. Sušeným plátkům jablek se říká křížaly, sušeným kuličkám hroznového vína rozinky.

## Příprava potravin k sušení
K sušení by se měly vždy používat suroviny v co nejlepší kvalitě, tedy zralé a čerstvé. Pokud ovoce není zralé, nikdy při sušení nedosáhneme dobré barvy; přezrálé ovoce a zelenina budou zase příliš měkké a kašovité. Stejně tak se doporučuje plody začít sušit v co nejkratší době po sběru, dobře je před procesem omýt a odstranit všechny poškozené části.
Doba sušení se výrazně zkracuje naporcováním potravin na menší kousky či plátky (jablka, broskve, rajčata, houby) nebo alespoň rozpůlením a vyndáním pecky (třešně, švestky). I po vysušení však v nich zůstane několik procent vlhkosti.
Během sušení a skladování probíhají stejné změny barvy a chuti, které se při dozrávání dějí díky přítomnosti enzymů. Jako předpříprava sušení se může použít předehřívání, které pomáhá zachovat barvu a chuť potravin a vlastní sušení urychluje. Ovoce, které má drsnější slupku, se může předehřívat ve vodě, což často způsobí, že slupka praskne a voda se pak při sušení rychleji odpařuje.
Další možnou metodou přípravy je namáčení potravin ve vhodném roztoku. Z ovoce je však potom dobré před vlastním procesem sušení vodu na povrchu odsát čistým ubrouskem či utěrkou.
- Ananasová či citrónová šťáva redukuje nežádoucí zčernání; k ní se může přidat např. med, pomerančová šťáva či strouhaný kokos
- Hydrogensiřičitan sodný (NaHSO3) zabraňuje ztrátě vitamínu C a zachová světlou barvu
- Roztok kyseliny askorbové nebo kyseliny citrónové

## Druhy sušiček

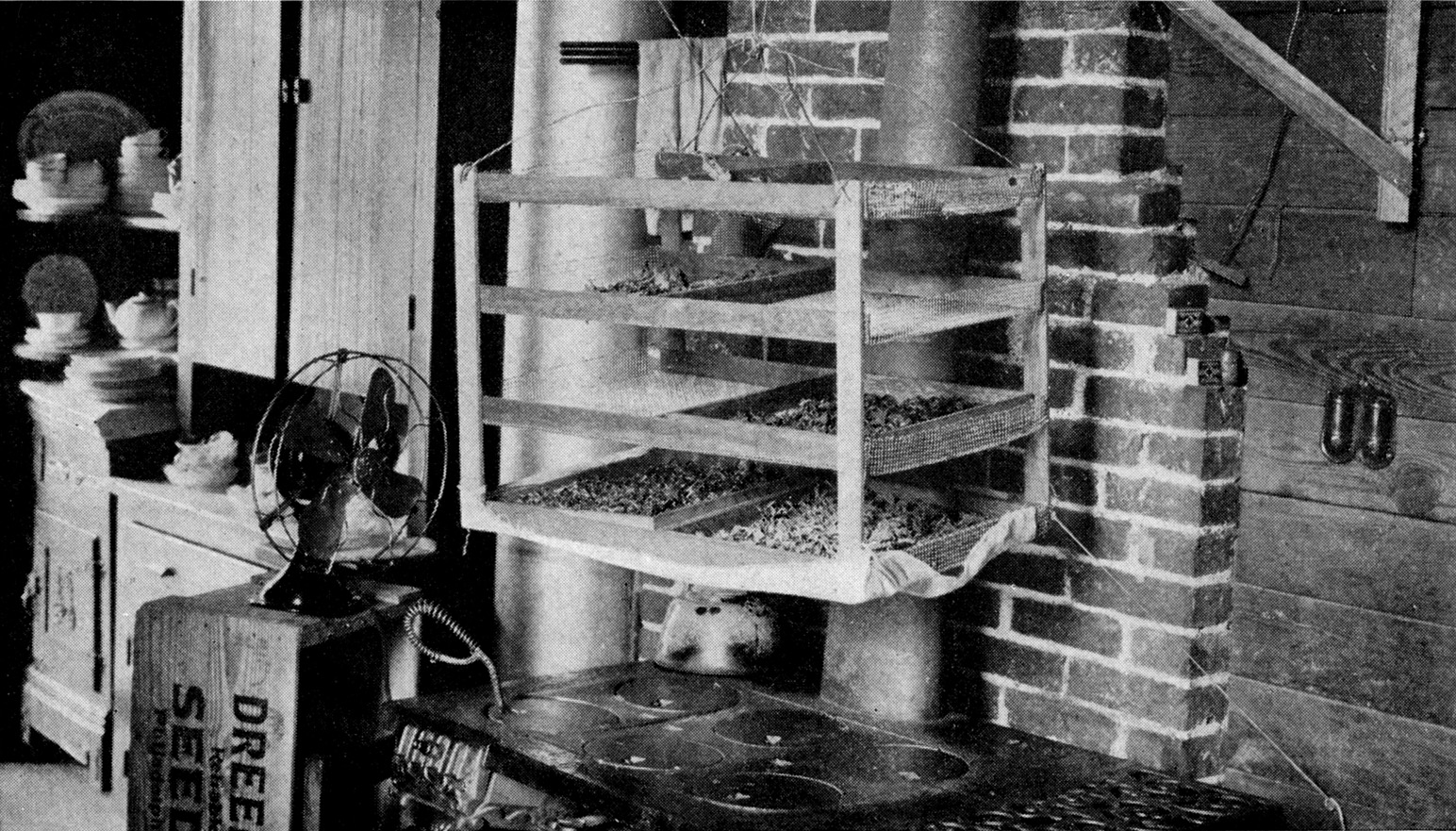
Tradiční sušička vylepšená použitím větráku, díky němuž vzduch rychleji a cíleně cirkuluje

- Tradiční sušička je rám, na němž je vypnuta síťka či kovová mřížka a zavěšuje se nad zdroj tepla, např. kamna či sporák. K sušení dochází prouděním ohřátého vzduchu stoupajícího od zdroje tepla vzhůru.

- Elektrická sušička je její moderní verzí. Skládá se z elektromotoru, který ohřívá vzduch a fouká jej do horní části přístroje, která je tvořena několika patry plastových mřížek nahoře s víkem. Rychlost sušení zde závisí i na hustotě vyskládání kousků potravin na mřížkách, jež ovlivňuje proudění ohřátého vzduchu.

- Solární sušičky vytvářejí proudění teplého vzduchu díky sluneční energii.

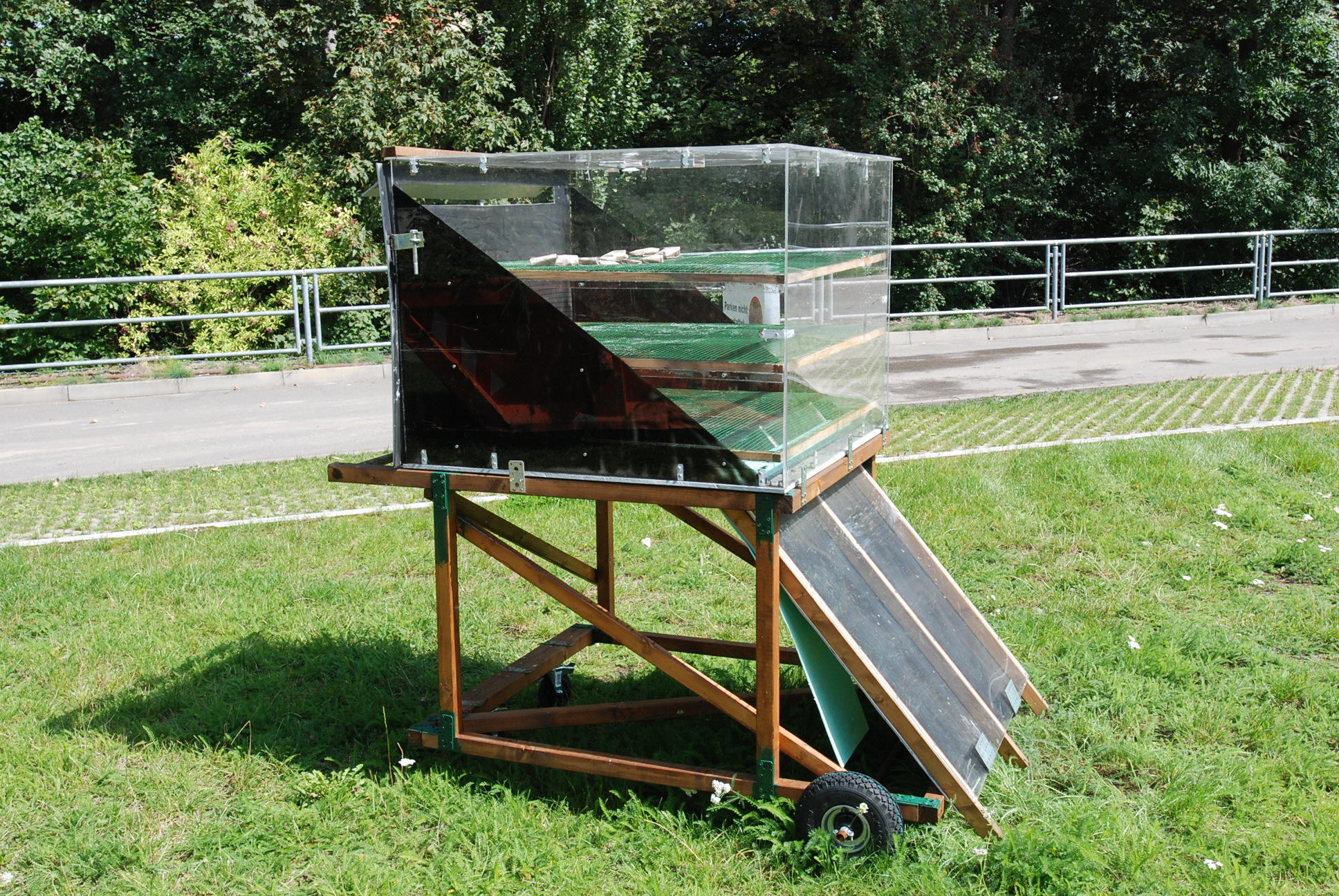
Solární sušička